# Cua đước

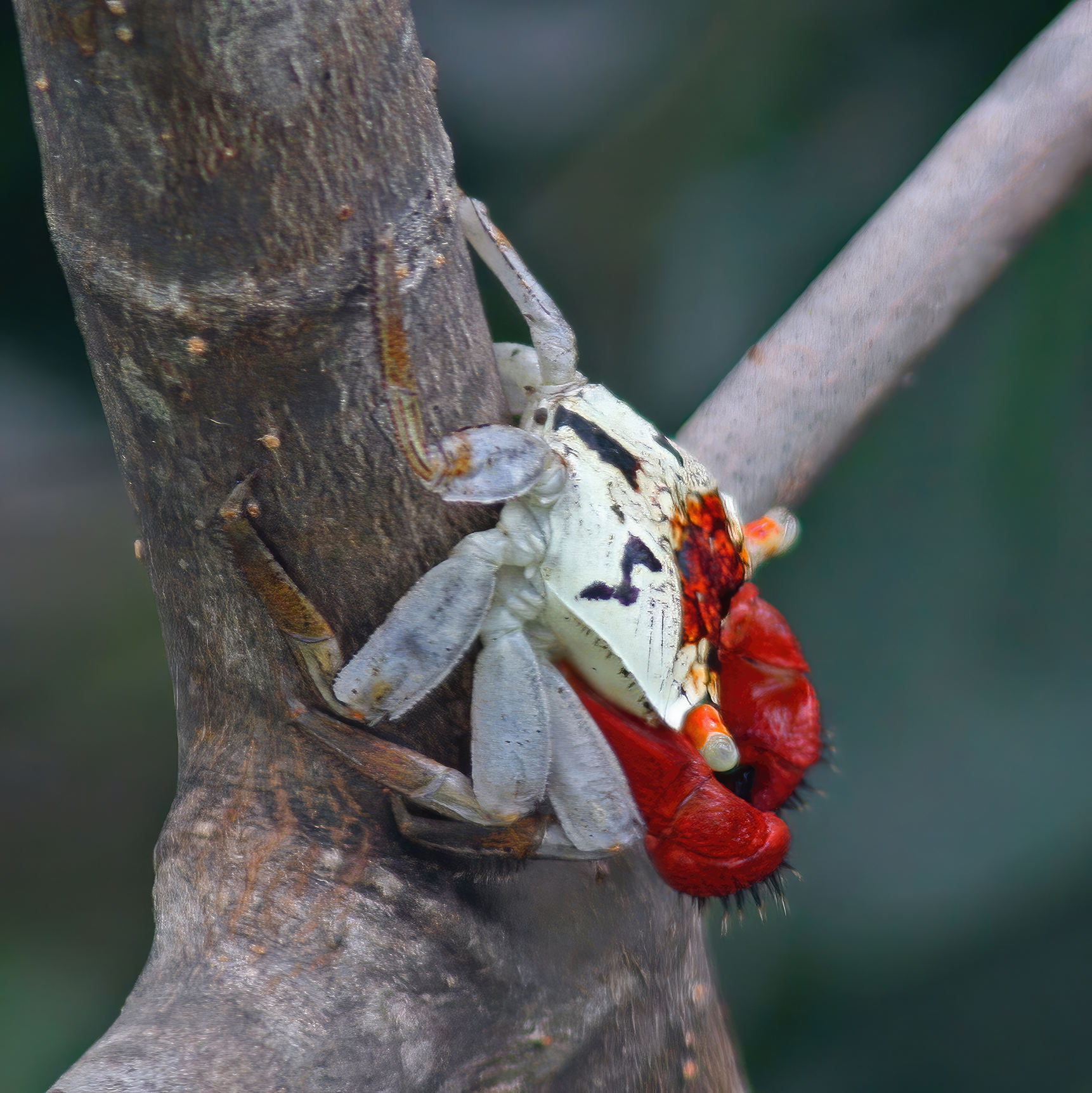
Một con cua ở rừng ngập mặn

Cua đước hay cua rừng ngập mặn (tiếng Anh: mangrove crab) là những loài cua sống trong rừng ngập mặn, có thể thuộc nhiều loài khác nhau và thậm chí cả họ hàng nhà cua có thể thuộc nhóm này.

## Vai trò
Chúng đã được chứng minh là có vai trò sinh thái quan trọng theo nhiều cách khác nhau. Chúng lưu giữ nhiều năng lượng trong rừng bằng cách chôn và tiêu thụ những chiếc lá rơi rụng. Cùng với việc đào hang trong đất, các loài giáp xác có thể trèo lên cây để bảo vệ bản thân. Con cua ẩn sĩ và cua rừng ngập mặn là động vật giáp xác duy nhất có thể trèo cây như một cơ chế bảo vệ. Hơn nữa, phân của chúng có thể tạo thành cơ sở của một chuỗi thức ăn góp phần giúp rừng đước sản xuất thứ cấp.
Những con ấu trùng cua rừng ngập mặn là nguồn thực phẩm chính cho cá con (cá bột) sinh sống trên đường liền kề bờ biển, điều này chỉ ra rằng những loại cua cũng giúp ích cho thủy sản gần bờ. Những con cua lớn là thức ăn cho các loài bị đe dọa như chim ăn cua. Những cái hang hốc của chúng làm thay đổi kích thước địa hình và trầm tích hạt của rừng ngập mặn, và giúp thông khí lớp trầm tích. Loại bỏ cua từ một khu vực gây ra sự gia tăng đáng kể trong sulfide và nồng độ amoni, do đó ảnh hưởng đến năng suất và sản lượng sinh sản của thảm thực vật, hỗ trợ cho giả thuyết rằng cua rừng ngập mặn là một loài chủ chốt.